# I. A. Richards
Ivor Armstrong Richards (Sandbach, 26 de fevereiro de 1893 — Cambridge, 7 de setembro de 1979) foi um educador, crítico literário, poeta e retórico inglês. Seu trabalho contribuiu para os fundamentos da Nova Crítica, um movimento formalista na teoria literária que enfatizava a leitura atenta de um texto literário, especialmente poesia, em um esforço para descobrir como uma obra literária funciona como um objeto estético autocontido e auto-referencial.
As contribuições intelectuais de Richards para o estabelecimento da metodologia literária da Nova Crítica são apresentadas nos livros O Significado do Significado: Um Estudo da Influência da Linguagem sobre o Pensamento e da Ciência do Simbolismo (1923), de C. K. Ogden e I. A. Richards, Princípios da Crítica Literária (1924), Crítica Prática (1929) e A Filosofia da Retórica (1936).

## Contribuições

### Colaborações com C. K. Ogden
A vida e a influência intelectual de I. A. Richards correspondem aproximadamente aos seus interesses intelectuais; muitos esforços foram feitos em colaboração com o linguista, filósofo e escritor Charles Kay Ogden (C. K. Ogden), notavelmente em quatro livros:
I. Fundamentos da Estética (1922) apresenta os princípios da recepção estética, as bases da teoria literária da "harmonia"; o entendimento estético deriva do equilíbrio de impulsos psicológicos concorrentes. A estrutura de Fundamentos da Estética—um levantamento das definições concorrentes do termo estética—prefigura o trabalho de múltiplas definições nos livros Regras Básicas da Razão (1933), Mêncio sobre a Mente: Experimentos em Definição Múltipla (1932) e Coleridge sobre a Imaginação (1934).
II. O Significado do Significado: Um Estudo da Influência da Linguagem sobre o Pensamento e da Ciência do Simbolismo (1923) apresenta a teoria triádica da semiótica que depende da teoria psicológica, antecipando assim a importância da psicologia no exercício da crítica literária. Semióticos como Umberto Eco reconheceram que a metodologia da teoria triádica da semiótica melhorou a metodologia da teoria diádica da semiótica apresentada por Ferdinand de Saussure (1857–1913).
III. Inglês Básico: Uma Introdução Geral com Regras e Gramática (1930) descreve um inglês simplificado baseado em um vocabulário de 850 palavras.
IV. O Guia do The Times of India para o Inglês Básico (1938) buscou desenvolver o Inglês Básico como uma língua auxiliar internacional, uma interlíngua.
As viagens de Richards, especialmente na China, efetivamente o situaram como o defensor de um programa internacional, como o Inglês Básico. Além disso, na Universidade de Harvard, em sua pedagogia internacional, ele começou a integrar as novas mídias disponíveis para comunicações de massa, especialmente a televisão.

### Estética e crítica literária

#### Teoria

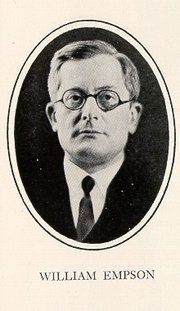
O poeta e crítico literário William Empson (1906–84) desenvolveu a metodologia da Nova Crítica com a prática de leitura próxima de obras literárias, prosa e poesia; seu trabalho mais conhecido é Sete Tipos de Ambiguidade (1930).

Richards elaborou uma abordagem à crítica literária em Os Princípios da Crítica Literária (1924) e Crítica Prática (1929), que incorporava aspectos da abordagem científica de seus estudos em psicologia, particularmente a de Charles Scott Sherrington.
Em Os Princípios da Crítica Literária, Richards discute os temas de forma, valor, ritmo, cenestesia (uma consciência de habitar o próprio corpo, causada por estímulos de vários órgãos), contágio literário, alusividade, leituras divergentes e crença. Ele parte da premissa de que "Um livro é uma máquina para pensar, mas não precisa, portanto, usurpar as funções nem do fole nem da locomotiva."
Crítica Prática (1929) é um estudo empírico da resposta inferior a um texto literário. Como professor de literatura inglesa na Universidade de Cambridge, Richards testou as habilidades de pensamento crítico de seus alunos; ele removeu informações autorais e contextuais de treze poemas e pediu aos alunos que escrevessem interpretações, a fim de ascertainar os prováveis impedimentos a uma resposta adequada a um texto literário. Esse experimento na abordagem pedagógica—leitura crítica sem contextos—demonstrou a variedade e profundidade das possíveis más interpretações textuais que poderiam ser cometidas, tanto por universitários quanto por leigos.
O método crítico derivado dessa abordagem pedagógica não propôs uma nova hermenêutica, uma nova metodologia de interpretação, mas questionou os propósitos e a eficácia do processo crítico de interpretação literária, analisando as interpretações críticas autorrelatadas dos estudantes universitários. Para tanto, um trabalho crítico eficaz exigia uma interpretação estética mais próxima do texto literário como objeto.
Para fundamentar a crítica interpretativa, Richards forneceu teorias de metáfora, valor e tom, de resposta padrão, ação incipiente e pseudoafirmação; e de ambiguidade. Este último tema, a teoria da ambiguidade, foi desenvolvido em Sete Tipos de Ambiguidade (1930), por William Empson, um ex-aluno de Richards; além disso, além de Os Princípios da Crítica Literária e Crítica Prática, o livro de Empson sobre ambiguidade tornou-se o terceiro documento fundacional para a metodologia da Nova Crítica.
Para Richards, a crítica literária era impressionista, muito abstrata para ser prontamente compreendida pela maioria dos leitores; e ele propôs que a crítica literária poderia ser precisa na comunicação de significados, por meio de denotação e conotação. Para estabelecer precisão crítica, Richards examinou os processos psicológicos de escrever e ler poesia. Ao ler poesia e dar sentido a ela, "na medida em que podemos nos ordenar, não precisamos de mais nada"; o leitor não precisa acreditar na poesia, porque a importância literária da poesia está em provocar emoções no leitor.

#### Nova retórica
Como retórico, Richards disse que a antiga forma de estudar retórica (a arte do discurso) estava muito preocupada com a mecânica da formulação de argumentos e com o conflito; em vez disso, ele propôs a Nova Retórica para estudar o significado das partes do discurso, como "um estudo do mal-entendido e seus remédios" para determinar como a linguagem funciona. Essa ambiguidade é esperada, e que os significados (denotação e conotação) não são inerentes às palavras, mas são inerentes à percepção do leitor, do ouvinte e do espectador. Por seu uso, compilado a partir da experiência, as pessoas decidem e determinam o significado por "como as palavras são usadas em uma frase", na linguagem falada e escrita.

##### O triângulo semântico

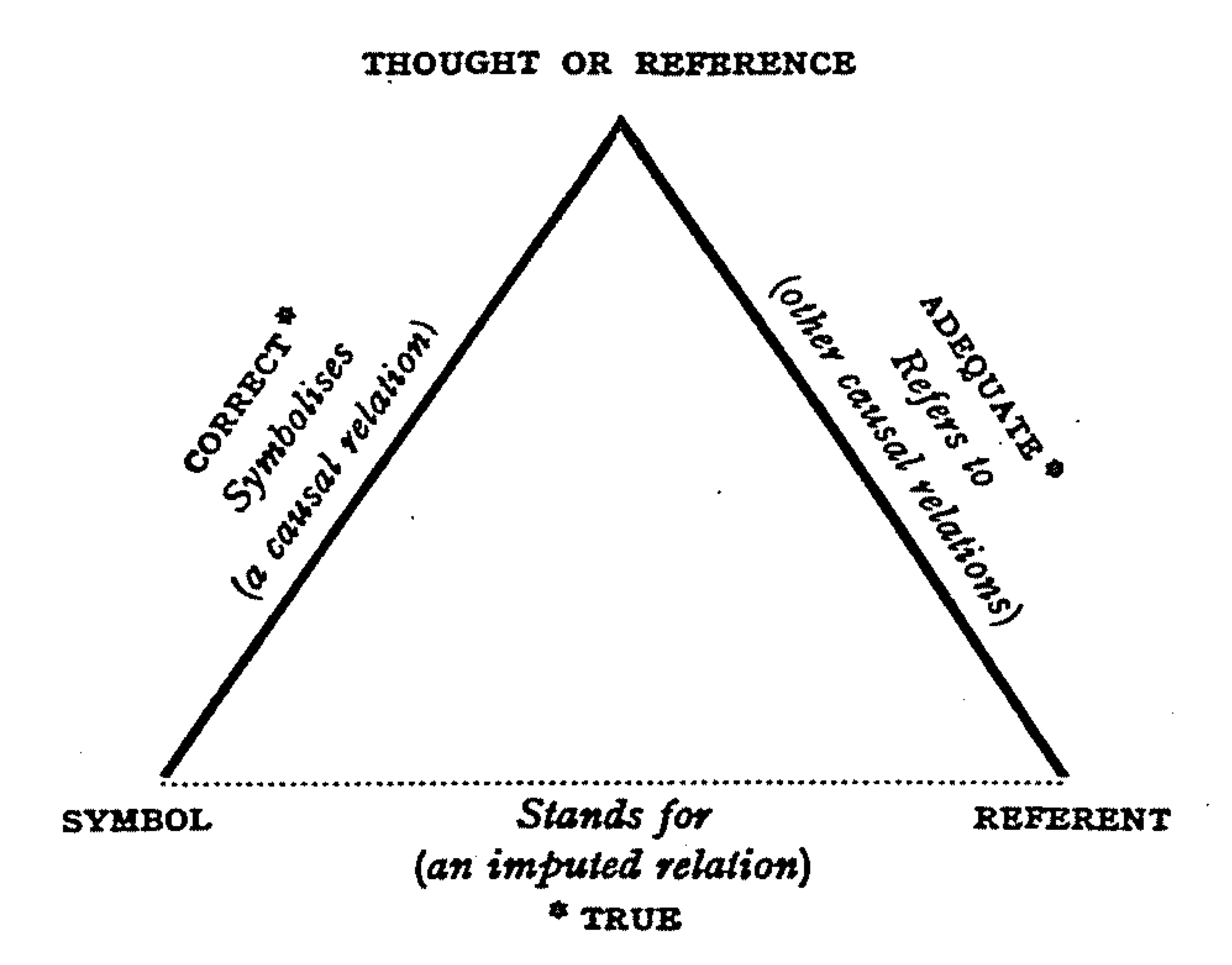
O triângulo semântico

Richards e Ogden criaram o triângulo semântico para proporcionar uma melhor compreensão de como as palavras passam a significar. O triângulo semântico tem três partes: o símbolo ou palavra, o referente e o pensamento ou referência. No canto inferior direito está o referente, a coisa na realidade. No canto esquerdo está o símbolo ou palavra. No ponto superior, a convergência da palavra literal e do objeto na realidade; é nossa ideia intangível sobre o objeto. Em última análise, o significado em inglês das palavras é determinado pela experiência única de um indivíduo.

### Feedforward
Quando o Saturday Review pediu a Richards que escrevesse um artigo para sua série "O Que Aprendi", Richards (então com 75 anos) aproveitou a oportunidade para expor seu conceito cibernético de "feedforward". O Dicionário Oxford de Inglês registra que Richards cunhou o termo feedforward em 1951 na Oitava Conferências Macy sobre cibernética. No evento, o termo estendeu a influência intelectual e crítica de Richards à cibernética, que aplicou o termo em uma variedade de contextos. Além disso, entre os alunos de Richards estava Marshall McLuhan, que também aplicou e desenvolveu o termo e o conceito de feedforward.
Segundo Richards, feedforward é o conceito de antecipar o efeito de suas palavras agindo como seu próprio crítico. Pensa-se que funciona na direção oposta ao feedback, embora trabalhe essencialmente para o mesmo objetivo: esclarecer conceitos pouco claros. Existindo em todas as formas de comunicação, o feedforward atua como um pré-teste que qualquer escritor pode usar para antecipar o impacto de suas palavras em seu público. Segundo Richards, o feedforward permite que o escritor então se envolva com seu texto para fazer as alterações necessárias para criar um efeito melhor. Ele acredita que comunicadores que não usam feedforward parecerão dogmáticos. Richards escreveu mais profundamente sobre a ideia e a importância do feedforward na comunicação em seu livro Instrumentos Especulativos e disse que o feedforward era seu conceito aprendido mais importante.

### Influência
Richards serviu como mentor e professor para outros críticos proeminentes, mais notavelmente William Empson e F. R. Leavis, embora Leavis fosse contemporâneo de Richards, e Empson fosse muito mais jovem. Outros críticos influenciados principalmente por seus escritos incluíram Cleanth Brooks e Allen Tate. Críticos posteriores que refinaram a abordagem formalista da Nova Crítica rejeitando ativamente sua ênfase psicológica incluíram, além de Brooks e Tate, John Crowe Ransom, W. K. Wimsatt, R. P. Blackmur e Murray Krieger. R. S. Crane da Escola de Chicago foi tanto endividado à teoria de Richards quanto crítico de suas suposições psicológicas. Todos eles admitiram o valor de suas ideias seminais, mas buscaram salvar o que consideravam suas suposições mais úteis dos excessos teóricos que sentiam que ele trazia para sua crítica. Como Empson, Richards provou ser um modelo difícil para os Novos Críticos, mas seu modelo de leitura próxima forneceu a base para sua metodologia interpretativa.

#### Obras
- Fundamentos da Estética (George Allen and Unwin: Londres, 1922); coautorado com C. K. Ogden e James Wood. 2ª ed. com prefácio revisado, (Lear Publishers: Nova York 1925).
- Os Princípios da Crítica Literária (Kegan Paul, Trench, Trubner: Londres, 1924; Nova York, 1925); edições subsequentes: Londres 1926 (com dois novos apêndices), Nova York 1926; Londres 1926, com novo prefácio, Nova York, abril de 1926; e 1928, com prefácio revisado.
- Ciência e Poesia (Kegan Paul, Trench, Trubner: Londres, 1926); edição redefinida, Nova York, W. W. Norton, 1926; 2ª ed., revisada e ampliada: Kegan Paul, Trench, Trubner: Londres, 1935. A edição de 1935 foi redefinida, com um prefácio, um comentário e o ensaio, “Como um Poema Sabe Quando Está Terminado” (1963), como Poéticas e Ciências (W. W. Norton: Nova York e Londres, 1970).
- Crítica Prática (Kegan Paul, Trench, Trubner: Londres, 1929); edição revisada, 1930.
- Coleridge sobre a Imaginação (Kegan Paul, Trench, Trubner: Londres, 1934; Nova York, 1935); edições revisadas com novo prefácio, Nova York e Londres 1950; Bloomington, 1960; reimpressões 1950, com novo prefácio de Richards e introdução de K. Raine.
- A Filosofia da Retórica (Oxford UP: Londres, 1936).
- Instrumentos Especulativos (Routledge & Kegan Paul: Londres, 1955).
- Tão Mais Próximo: Ensaios para um Inglês Mundial (Harcourt, Brace & World: Nova York, 1960, 1968), inclui o ensaio, "O Futuro da Poesia".

### Retórica, semiótica e interpretação de prosa

#### Obras
- O Significado do Significado: Um Estudo da Influência da Linguagem sobre o Pensamento e da Ciência do Simbolismo. Coautorado com C. K. Ogden. Com introdução de J. P. Postgate e ensaios suplementares de Bronisław Malinowski, 'O Problema do Significado em Línguas Primitivas', e F. G. Crookshank, 'A Importância de uma Teoria dos Sinais e uma Crítica da Linguagem no Estudo da Medicina'. Londres e Nova York, 1923.

1ª: 1923 (Data do Prefácio: jan. 1923)
2ª: 1927 (Data do Prefácio: jun. 1926)
3ª: 1930 (Data do Prefácio: jan. 1930)
4ª: 1936 (Data do Prefácio: maio 1936)
5ª: 1938 (Data do Prefácio: jun. 1938)
8ª: 1946 (Data do Prefácio: maio 1946)
NY: 1989 (com prefácio de Umberto Eco)
- Mêncio sobre a Mente: Experimentos em Definição Múltipla (Kegan Paul, Trench, Trubner & Co.: Londres; Harcourt, Brace: Nova York, 1932).
- Regras Básicas da Razão (Kegan Paul, Trench, Trubner & Co.: Londres, 1933).
- A Filosofia da Retórica (Oxford University Press: Nova York e Londres, 1936).
- Interpretação no Ensino (Routledge & Kegan Paul: Londres; Harcourt, Brace: Nova York, 1938). Edições subsequentes: 1973 (com 'Retrospectiva').
- Básico no Ensino: Leste e Oeste (Kegan Paul, Trench, Trubner: Londres, 1935).
- Como Ler uma Página: Um Curso em Leitura Eficaz, Com uma Introdução a Cem Grandes Palavras (W. W. Norton: Nova York, 1942; Routledge & Kegan Paul: Londres, 1943). Edições subsequentes: 1959 (Beacon Press: Boston. Com nova 'Introdução').
- A Ira de Aquiles: A Ilíada de Homero, Encurtada e em uma Nova Tradução (W. W. Norton: Nova York, 1950; Routledge & Kegan Paul: Londres, 1951).
- Tão Mais Próximo: Ensaios para um Inglês Mundial (Harcourt, Brace & World: Nova York, 1960, 1968). Inclui o importante ensaio, "O Futuro da Poesia".
- Complementaridades: Ensaios Não Coletados, ed. por John Paul Russo (Harvard University Press: Cambridge, Massachusetts, 1976).
- Guia do Times of India para o Inglês Básico (Bombaim: The Times of India Press), 1938; Odgen, C. K. & Richards, I. A.